# Б-36 (подводная лодка)
Б-36 — дизельная торпедная подводная лодка ВМФ СССР проекта 641 .

## История строительства
22 мая 1958 года зачислена в списки кораблей ВМФ. 29 апреля 1958 года заложена на эллинге ССЗ № 196 «Судомех» в Ленинграде. 31 августа 1959 года спущена на воду. Осенью 1959 года переведена по внутренним водным системам в Северодвинск для прохождения сдаточных испытаний. 30 сентября 1959 года вступила в строй. 29 декабря 1959 года включена в состав Северного флота.

## История службы

### Операция «Кама»
В период Карибского кризиса в октябре-ноябре 1962 года участвовала в операции «Кама», в группе из четырёх лодок 69-й бригады вместе с Б-4, Б-59 и Б-130 получив задачу скрытно перебазироваться в кубинский порт Мариэль. Командовал подводной лодкой Б-36 капитан 2 ранга А. Ф. Дубивко.
Уже в Норвежском море большинство лодок получило различные повреждения. Так, на Б-36 штормом сорвало крышку выбрасывающего устройства в кормовом отсеке, ограничив глубину погружения 70 метрами.
При подходе к Кубе в связи с изменением политической обстановки задание было изменено и лодки начали скрытное патрулирование в Карибском море в окружении большого количества противолодочных кораблей США. Оказавшись в ситуации с полностью разряженными аккумуляторными батареями, Б-36 была вынуждена всплыть почти у борта эсминца «Чарльз П. Сесил». Использовав всплытие для вентилирования отсеков, ремонта повреждённой крышки выбрасывающего устройства и полной зарядки аккумуляторных батарей, командир неожиданно для американских кораблей произвёл срочное погружение и, поднырнув под один из эсминцев, совершил отрыв от противолодочных сил с уходом на двухсотметровую глубину. Лодка продолжила патрулирование на указанной ей ранее позиции. После того, как 7 ноября вышли из строя сразу два из трёх главных дизелей, Б-36 до самого получения приказа о возвращении несла службу под одним оставшимся дизелем, сопровождаемая на расстоянии вертолётоносцем «Тетис Бей».
С 1980 года на Черноморском флоте в составе 14-й дивизии подводных лодок. Неоднократно признавалось лучшей подводной лодкой на Черноморском флоте.

### Взрыв торпеды
14 марта 1986 года при проверке герметичности медного шланга набивки воздуха в торпеды произошло нагревание, возгорание и взрыв боевой части торпеды. Взрывная волна вышла из торпедного аппарата в отсек, выгнула переборку между отсеками, рассчитанную на давление 10 кг/см2, и вышла из отсека ПЛ через отдраенный аварийно-спасательный люк. Под давлением взрыва отжало переднюю крышку торпедного аппарата, торпеда была залита водой, пожар был потушен, задняя крышка торпедного аппарата была закрыта. На следующий день ПЛ поставили в аварийный ремонт.

### Пожар в 4-м отсеке
16 апреля 1986 года при проведении технического обслуживания материальной части произошел выброс пламени из отсечного распределительного щита, возник объёмный пожар в 4-м отсеке. Пожар развивался стремительно с большим выделением чёрного дыма. Несколько раз была подана система пожаротушения ЛОХ, после чего для предупреждения горения смежных отсеков приняли решение тушить пожар водой. Подали воду, полностью заполнив отсек. С появлением признаков затухания пожара начали осушать отсек. Утром следующих суток после осушения отсека на нижнем ярусе аккумуляторной ямы обнаружили тело командира отделения электриков. 4-й отсек выгорел полностью. Причиной короткого замыкания стала ножовка по металлу, по небрежности упавшая на оголённые концы, выходящие на распределительный щит отсека. После вентилирования лодки были запущены дизели и она своим ходом вернулась в базу.